# Данијел Оркаде
Данијел Оркаде (енгл. Daniel Hourcade; 7. јун 1958) бивши је аргентински рагбиста, а садашњи рагби тренер. После играчке каријере, почео је да ради као рагби тренер 1993. Био је тренер рагби 7 репрезентације Аргнетине и младе репрезентације Аргентине до 21 године. Од 2004., до 2008., радио је као тренер у Португалу, био је тренер женске репрезентације Португала, асистент у мушкој репрезентацији Португала и тренер рагби 7 репрезентације Португала. У октобру 2013., изабран је за селектора Аргентине. Под његовом тренерском палицом Аргентинци су у тест мечевима победили Италију, а изгубили од Велса и Енглеске. У мају 2014., Аргентина је победила Чиле и Уругвај. 5. октобра 2014., Аргентина је забележила прву победу у купу четири нација и то над Аустралијом. Аргентина је крајем 2014., у тест мечу победила Француску. У купу четири нација 2015., Аргентина је забележила прву историјску победу над Јужноафричком Републиком. На светском првенству 2015., репрезентација Аргентине је пружила достојан отпор Новом Зеланду у групној фази и валабисима и спрингбоксима у нокаут фази такмичења и на крају освојила 4. место.